# Ottawan
Ottawan je francuski pop duo.
Osnovali su ga 1979. glazbeni producenti Daniel Vangarde i Jean Kluger, a predvodili pjevač Patrick Jean-Baptiste, podrijetlom s Guadeloupea, i pjevačica Annette Eltice. U Ujedinjenom Kraljevstvu imali su dva hita: debitantski singl „DISCO” koji je dosegao 2. mjesto u rujnu 1980., te „Hands Up (Give Me Your Heart)” koji je dosegao 3. mjesto godinu dana kasnije. Isti je singl na Novom Zelandu tijekom 1982. dosegao 1. mjesto na kojem je ostao osam tjedana. Duo je snimao na francuskom i engleskom jeziku.

## Studijski albumi
- D.I.S.C.O. (1980.)
- 2 (1981.)

## Vanjske poveznice
- Službena stranica